# Ali bin Abdullah al-Thani
Ali bin Abdullah Al Thani (in arabo علي بن عبد الله آل ثاني‎?; Doha, 5 giugno 1895 – Beirut, 31 agosto 1974), è stato emiro del Qatar dal 20 agosto 1949 al 24 ottobre 1960, quando abdicò in favore del figlio Ahmad bin Ali al-Thani.

## Biografia

### Primi anni di vita e di regno
Ali bin Abdullah al-Thani nacque a Doha il 5 giugno 1895. Suo padre era lo sceicco Abdullah. Aveva un fratello minore, lo sceicco Hamad, e un fratellastro, lo sceicco Hassan.
Divenne emiro del Qatar, il 20 agosto 1949. È noto per essere stato il primo emiro del Qatar ad aver visitato altri paesi. Il suo regno vide anche uno sviluppo del sistema di formazione e delle infrastrutture.

### Governo
Durante il suo governo, lo sceicco Ali condusse la prima ricerca di petrolio sulla terraferma nei pressi dalla città portuale di Mesaieed il 31 dicembre 1949; tale data segna l'ingresso del Qatar nell'era del petrolio.
Oltre a sorvegliare la prima esplorazione di petrolio in Qatar, il regno dello sceicco Ali vide l'istituzione della prima scuola normale per ragazzi, della prima scuola normale per ragazze, il finanziamento di posti universitari e la costruzione del primo ospedale stabile. Oltre a queste iniziative, Ali supervisionò la costruzione del vecchio aeroporto internazionale di Doha, che sarà poi sostituito con uno nuovo, nell'estate del 2013, strade, acquedotti, elettrodotti e impianti portuali. Creò nuovi dipartimenti governativi e ministeriali, oltre alle prime società per azioni. Ronald Cochrane fu incaricato di organizzare le forze di polizia in Qatar. Phillip Plant, ex ufficiale della Royal Air Force, venne nominato, nel gennaio del 1950, consulente dell'emiro. Nello stesso anno, nel mese di agosto, il Regno Unito nominò Arthur John Wilton primo funzionario politico in Qatar.
Il 1º settembre 1952, venne firmato un nuovo trattato tra lo sceicco Ali e l'Iraq Petroleum Company (poi Qatar Petroleum Company). Secondo i termini di questi accordi, il Qatar acquisì il 50% dei profitti dalle esportazioni di petrolio. In linea con l'esplorazione petrolifera in Qatar, lo sceicco Ali provvide ad istituire un sistema amministrativo efficace per gestire la crescente economia del petrolio.
Numerose proteste durante la metà degli anni '50 furono dirette al monarca da parte dei lavoratori del petrolio, insoddisfatti verso le compagnie petrolifere. L'emiro ha agito come mediatore nelle discussioni tra le compagnie petrolifere e i manifestanti. Nel 1956, scoppiarono delle proteste a Doha e l'atteggiamento del sovrano si fece più ostile. Una delle più grandi ha avuto luogo nel 1956; ha attirato più duemila partecipanti, la maggior parte dei quali erano lavoratori del petrolio e nazionalisti arabi di alto rango.
Nel mese di maggio 1960, furono fatti circolare volantini in Qatar e in altri quindici paesi arabi di opposizione all'emiro. Il testo accusava il monarca di "viaggiare all'estero per piacere mentre il suo popolo era affetto da povertà e malattie".
Abdicò in favore del figlio secondogenito Ahmad, il 28 ottobre 1960.
Dopo la sua abdicazione, visse qualche anno in Qatar, durante il quale era socievole e in amicizia con molti studiosi musulmani. In questo periodo ha iniziato la pubblicazione di molti libri storici islamici.

### Figli
Ali bin Abdullah ha avuto 14 figli, 11 maschi e 3 femmine:
Si noti che questo elenco è in ordine decrescente in base all'età, dal primogenito al più giovane. Lo stesso vale per le figlie.
- Sceicco Qassim;
- Sceicco Ahmad;
- Sceicco Mohammed;
- Sceicco Fahad;
- Sceicco Khalifa;
- Sceicco Ghanim;
- Sceicco Hamad;
- Sceicco Abdullah;
- Sceicco Khalid;
- Sceicco Abdulrahman;
- Sceicco Al Waleed;
- Sceicca Mariam;
- Sceicca Buthaina;
- Sceicca Moza.

### Morte
Ali cominciò a soffrire di diabete in tarda età e si trasferì nella sua casa in Libano, dove è stato curato da Nasib Albarbir. Morì il 31 agosto 1974 nell'ospedale Barbir a Beirut. Il suo corpo fu poi trasportato in Qatar e sepolto in un cimitero nel comune di Al Rayyan.